# Rosscarbery
Rosscarbery (iriska:Ros Ó gCairbre) är en ort på den södra halvan av Irland i grevskapet Cork.  Orten har 936 invånare (2006). Tom Barry föddes i Rosscarbery.  